# Włodzimierz Godlewski (prawnik)

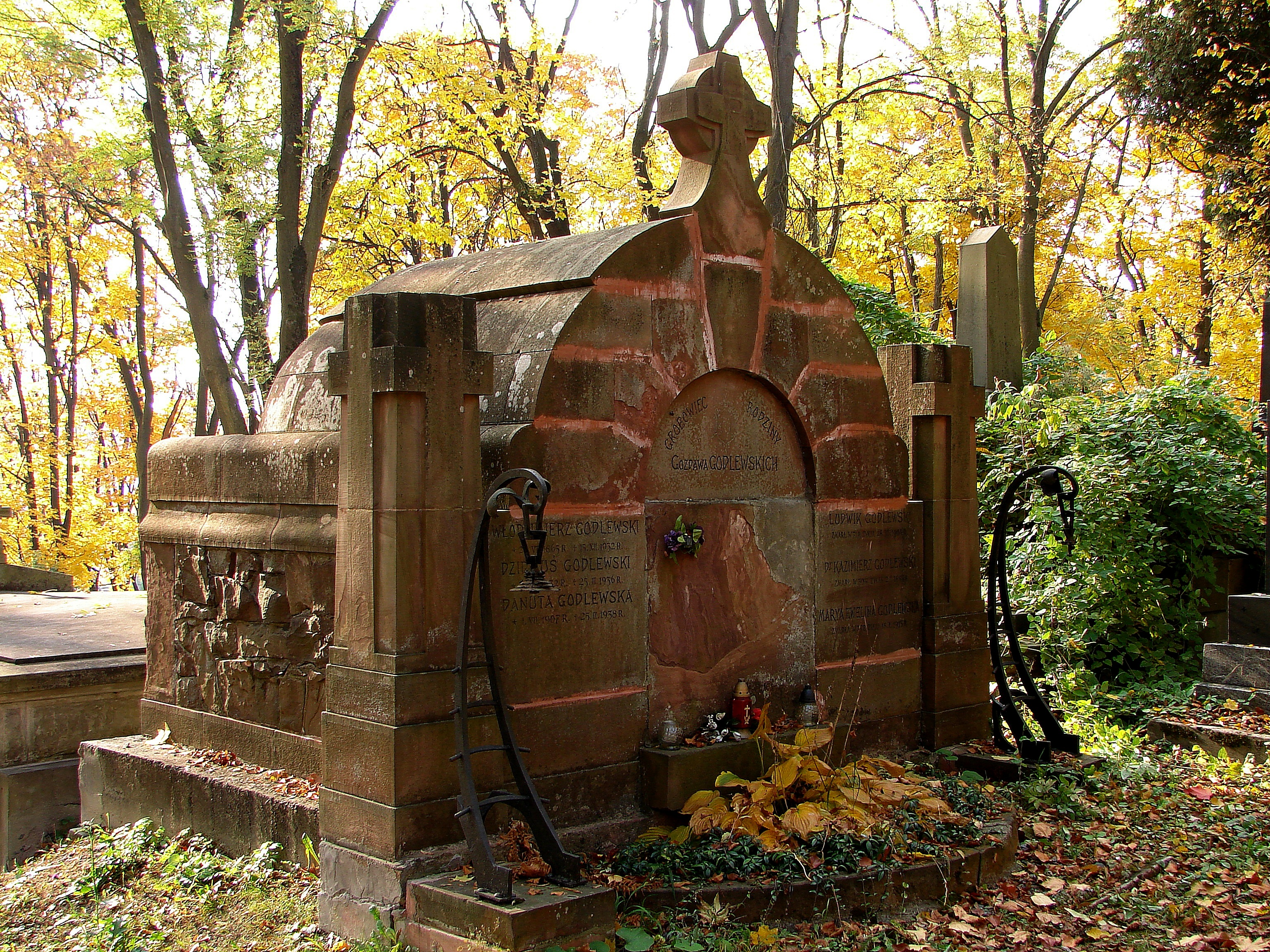
Grób Włodzimierza Godlewskiego

Włodzimierz Godlewski h. Gozdawa (ur. 12 lipca 1865 w Łopatynie, zm. 15 grudnia 1932 we Lwowie) – polski prawnik cywilista z tytułem doktora, adwokat, działacz społeczny.

## Kariera zawodowa
Włodzimierz Godlewski ukończył prawo na Wydziale Prawa Uniwersytetu Lwowskiego, a następnie w 1891 uzyskał stopień doktora. 
W 1896 wpisany na listę adwokatów we Lwowie. W latach 1898–1912 piastował godność egzaminatora na egzaminach adwokackich i sędziowskich. W latach 1902–1910 był zastępcą prokuratora Izby Adwokackiej. W latach 1910–1911 był członkiem Rady Dyscyplinarnej, a w latach 1912–1920 prezydentem tejże rady. W marcu 1921 we Lwowie został wybrany wydziałowym Związku Adwokatów Polskich. W 1922 z ramienia ChN został wybrany przez Sejm RP I kadencji członkiem Trybunału Stanu. W styczniu 1924 w ramach Izby Adwokatów we Lwowie został egzaminatorem przy egzaminach sędziowskich. W marcu 1930 wybrany został prezydentem Lwowskiej Izby Adwokatów i urząd ten pełnił do końca swojego życia. Był to okres kiedy adwokatura małopolska walczyła o prawo wolnego przesiedlania się i zarobkowania w obrębie państwa i tym samym o stworzenie jednolitej adwokatury polskiej po odzyskaniu niepodległości. Na tym skupiła się działalność Włodzimierza, która mimo napotkanego dużego oporu ze strony władz centralnych i pozostałych „dzielnic” Polski, w końcu zakończyła się sukcesem. 

## Działalność społeczna
Był członkiem Polskiego Towarzystwa Ekonomicznego we Lwowie. Zasłużył się jako syndyk Banku Krajowego, a następnie jako radca prawny Banku Gospodarstwa Krajowego w okresie 30-letniej pracy. W czasie I wojny światowej, po zajęciu Lwowa przez Rosjan, wraz z dyrektorem banku dr. Milewskim, objął kierownictwo tej instytucji. Zdołał ją uruchomić w bardzo niesprzyjających warunkach okupacji i uchronić majątek banku. Po odzyskaniu niepodległości brał udział w pracach w organizacji banku na nowych podstawach, w oparciu o gruntowne badania funkcjonowania podobnych instytucji w pozostałych „dzielnicach” Polski. Praca ta umożliwiła rozszerzenie działalności Banku Krajowego na obszar całej Polski. 
Przed 1914 był długoletnim członkiem Wydziału i sekretarzem Ligi ku ochronie czci. Podczas wojny był jednym z założycieli Komitetu opieki nad żołnierzem Polakiem (OŻP), po odzyskaniu niepodległości przekształconego w Komitet opieki nad żołnierzem polskim. 
Był członkiem Naczelnego Komitetu Narodowego (NKN), członkiem Zarządu i Prezydium Małopolskiej Straży Obywatelskiej, a w ostatnich latach swojego życia był wiceprezesem Wojewódzkiego Komitetu Ligi Powietrznej i Przeciwgazowej Obrony Państwa. Oprócz tego udzielał się w wielu zrzeszeniach o charakterze społecznym i humanitarnym. Brał też czynny udział w pracach Towarzystwa Prawniczego we Lwowie i był przez 20 lat jego skarbnikiem.
Został pochowany na Cmentarzu Łyczakowskim we Lwowie.

## Rodzina
Włodzimierz Godlewski pochodził ze starej rodziny ziemiańskiej. Był synem Ludwika, powstańca styczniowego oraz Eweliny ze Zdanowiczów, właścicieli majątku ziemskiego. Wnuk Wincentego i Józefy z Zaorskich, prawnuk Michała i Julianny z Jabłonowskich. Miał sześcioro rodzeństwa: Stefana, ożenionego z Felicją Sochanik, Kazimierza, Romana, Wandę za N. Ploder, Bolesława oraz siostrę Zofię, która wyszła za Leonarda Stahla. W 1894 Włodzimierz poślubił Annę Zachariewicz, córkę Juliana Zachariewicza, profesora architektury, rektora Politechniki Lwowskiej oraz Józefiny z Davidów. Miał z nią trzech synów: Juliana, Kazimierza, ułana w 8 pułku ułanów, zesłańca, później adiutanta gen. Klemensa Rudnickiego w 2 Korpusie Polskim (PSZ), oraz Alfreda, porucznika 14 pułku Ułanów Jazłowieckich, odznaczonego dwukrotnie orderem Virtuti Militari.

## Publikacje
- Ograniczenie zwłoki w procesie wedle nowej procedury cywilnej, Lwów 1895
- O edycji dokumentów i rzeczy wywiadowczych, studjum z cywilnego prawa procesowego, z powodu nowej procedury cywilnej, Lwów 1896
- Austriacka reforma prasowa w zarysie, Lwów 1898
- O pierwszej audjencji wedle austriackiej procedury cywilnej z r. 1895, Lwów 1899
- Austriackie prawo procesowe cywilne. podręcznik systematyczny dla nauki i praktyki, Lwów 1900
- Egzekucja wobec rewizji, studjum krytyczno-dogmatyczne z austriackiego prawa egzekucyjnego cywilnego, de lege ferenda et de lege lata, Lwów 1901
- Sprawozdanie o urządzeniach prawa hipotecznego i ustroju samorządu w Królestwie Polskim, Lwów 1919

## Ordery i odznaczenia
- Krzyż Oficerski Orderu Odrodzenia Polski (2 maja 1922)[8][9]
- Krzyż Walecznych (za obronę Lwowa w wojnie polsko-ukraińskiej)
- Złoty Krzyż Zasługi (9 listopada 1931)[10]
- Medal Dziesięciolecia Odzyskanej Niepodległości
- Odznaka Honorowa „Orlęta” (za obronę Lwowa w wojnie polsko-ukraińskiej)
- Miecze Hallerowskie